# Estahban (Verwaltungsbezirk)
Estahban (persisch شهرستان استهبان) ist ein Schahrestan in der Provinz Fars im Iran. Er enthält die Stadt Estahban, welche die Hauptstadt des Verwaltungsbezirks ist. 

## Kreise
- Zentral (بخش مرکزی)
- Runiz (بخش رونیز)

## Demografie
Bei der Volkszählung 2016 betrug die Einwohnerzahl des Schahrestan 68.850. Die Alphabetisierung lag bei 88 Prozent der Bevölkerung. Knapp 70 Prozent der Bevölkerung lebten in urbanen Regionen.
| Zensusjahr | Einwohnerzahl |
| ---------- | ------------- |
| 2011       | 66.172        |
| 2016       | 68.850        |